# Partido Demócrata Posibilista
El Partido Republicano Posibilista —o Partido Demócrata Posibilista— fue un partido político español, de ideología republicana, que existió en el último tercio del siglo XIX. Estaba acaudillado por Emilio Castelar.

## Historia
En 1876 el político Emilio Castelar —antiguo presidente de la Primera República— fundó el Partido Demócrata, formación de ideología republicana que en 1879 adoptará el nombre de «Partido Demócrata Posibilista» para diferenciarse del Partido Progresista Demócrata. Más adelante adoptaría el nombre de «Partido Republicano Histórico».
El partido dispuso de varios órganos oficiales, como fueron los periódicos El Globo o El Pueblo Español, editados en Madrid.
En Cataluña los principales dirigentes fueron Eusebio Corominas Cornell y Eusebio Pascual Casas, que en 1878 fundaron el diario La Publicidad, y en Mallorca el principal dirigente fue Joaquim Fiol, director de La Opinión y de El Iris del Pueblo. En Valladolid su medio de difusión para Castilla la Vieja fue La Opinión desde 1889, cuyo impresor fue Fernando Santarén Ramón. En Huelva el diario La Provincia adoptaría posiciones cercanas al republicanismo posibilista de Castelar.
Una vez la Restauración borbónica fue un hecho, centró su programa en el sufragio universal y en la participación electoral sin cuestionar la monarquía, por lo cual recibió apoyo del «dinástico» Partido Liberal. Cuando en 1890 se aprobó el sufragio universal, se integró en el Partido Liberal.